# 小葉貪泉介
小葉貪泉介（学名：Tanchuanoleberis cordata）为光面介科貪泉介屬下的一个种。种名cordata意为心形的。